# Rhoptropus boultoni
Rhoptropus boultoni är en ödleart som beskrevs av Schmidt 1933. Rhoptropus boultoni ingår i släktet Rhoptropus och familjen geckoödlor.

## Underarter
Arten delas in i följande underarter:
- R. b. benguellensis
- R. b. boultoni
- R. b. montanus